# 梅凯拉·穆尔
梅凯拉·琼-默里·穆尔（英語：Meikayla Jean-Maree Moore；1996年6月4日—），新西兰女子职业足球运动员，司职后卫，目前效力于Glasgow City和新西兰国家女子足球队。她曾代表新西兰参加2020年和2024年夏季奥林匹克运动会女子足球比赛等多场国际赛事。